# Mario Russotto
Mario Russotto (ur. 23 lipca 1957 w Vittoria) – włoski duchowny katolicki, biskup Caltanissetty od 2003.

## Życiorys
Święcenia kapłańskie otrzymał 29 czerwca 1981. Inkardynowany do diecezji Ragusa, był m.in. wicerektorem i ekonomem miejscowego seminarium, dyrektorem krajowym Związku Katolickich Uniwersytetów we Włoszech, a także podsekretarzem w Konferencji Episkopatu Włoch.
2 sierpnia 2003 papież Jan Paweł II mianował go ordynariuszem diecezji Caltanissetta. Sakry biskupiej udzielił mu 27 września 2003 kard. Salvatore De Giorgi.